# John Martis
John Martis (Motherwell, 30 marzo 1940) è un ex calciatore scozzese, di ruolo difensore.

## Carriera

### Club
Formatosi nel Royal Albert, nel 1957 viene ingaggiato dal Motherwell. Nella Scottish Division One 1957-1958 ottiene l'ottavo posto finale nel massimo campionato scozzese. La stagione seguente non gioca alcun incontro.
Martis gioca con il Motherwell nella massima serie sino al 1967.
Nell'estate 1967 si trasferisce in America per giocare nel Chicago Spurs, società militante nella neonata NPSL. Con gli Spurs, senza mai scendere in campo, ottenne il terzo posto nella Western Division.
Terminata l'esperienza americana torna al Motherwell con cui retrocede in cadetteria al termine della Scottish Division One 1967-1968. La stagione seguente Martis vince con il suo club la serie cadetta scozzese.
Nel 1969 si trasferisce brevemente in Sudafrica per giocare nell'Hellenic.
Tornato in patria, passa all'East Fife, club militante nella serie cadetta. Nella stagione 1970-1971, grazie al secondo posto ottenuto in campionato conquista con il suo club la promozione in massima serie. Con il suo club retrocede in cadetteria al termine della Scottish Division One 1973-1974. Riconquisterà la massima serie al termine della Scottish League Division Two 1974-1975.

### Nazionale
Ha giocato un incontro con la nazionale scozzese valido per il Torneo Interbritannico 1961.

#### Cronologia presenze e reti in Nazionale
| Cronologia completa delle presenze e delle reti in nazionale ― Scozia | Cronologia completa delle presenze e delle reti in nazionale ― Scozia | Cronologia completa delle presenze e delle reti in nazionale ― Scozia | Cronologia completa delle presenze e delle reti in nazionale ― Scozia | Cronologia completa delle presenze e delle reti in nazionale ― Scozia | Cronologia completa delle presenze e delle reti in nazionale ― Scozia | Cronologia completa delle presenze e delle reti in nazionale ― Scozia | Cronologia completa delle presenze e delle reti in nazionale ― Scozia |
| Data                                                                  | Città                                                                 | In casa                                                               | Risultato                                                             | Ospiti                                                                | Competizione                                                          | Reti                                                                  | Note                                                                  |
| --------------------------------------------------------------------- | --------------------------------------------------------------------- | --------------------------------------------------------------------- | --------------------------------------------------------------------- | --------------------------------------------------------------------- | --------------------------------------------------------------------- | --------------------------------------------------------------------- | --------------------------------------------------------------------- |
| 22-10-1960                                                            | Cardiff                                                               | Galles                                                                | 2 – 0                                                                 | Scozia                                                                | Torneo Interbritannico 1961                                           | -                                                                     |                                                                       |
| Totale                                                                |                                                                       | Presenze                                                              | 1                                                                     |                                                                       | Reti                                                                  | 0                                                                     |                                                                       |

## Palmarès
- Scottish Division Two: 1

Motherwell: 1968-1969